# Edifício da Empresa Irmãos e Prazeres
O Edifício da Empresa Irmãos e Prazeres é um imóvel histórico na vila de Castro Verde, na região do Baixo Alentejo, em Portugal. Foi convertido num espaço cultural, a Fábrica das Artes, que funciona como escola de música.

## Descrição e história

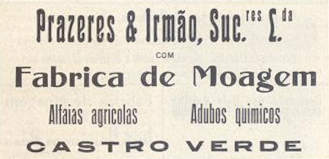
Publicidade à empresa Prazeres e Irmão, Sucessores, com uma referência à sua fábrica de moagem em Castro Verde.

O imóvel tem acesso pela Rua Doutor António Francisco Colaço, em Castro Verde.
A fábrica foi inaugurada em 1884 pela firma dos irmãos António e Manuel Guerreiro Prazeres, sendo originalmente uma moagem, utilizada no fabrico de farinha em rama. Posteriormente, a empresa expandiu a produção, tendo começado a fabricar igualmente farinhas finas, de farelo e de rolão. Em 1963, o processo de moagem foi transferido para uma nova unidade, pelo que este edifício passou a servir de padaria, fábrica para rações e sede para as funções administrativas da empresa. Em 1985 o edifício foi comprado por uma outra empresa, tendo sido definitivamente encerrado em 1991. O edifício também funcionou como estabelecimento para a comercialização de adubos.
Em Junho de 2011, iniciaram-se as obras de reconversão do edifício no espaço cultural Fábrica das Artes, que foram adjudicadas à firma ICEBLOCK, Sociedade de Construções, S.A. pelo valor de 1.325.000.00 Euros, tendo sido financiadas pelo programa de fundos comunitários INALENTEJO, no âmbito da Operação Integrada de Regeneração Urbana de Castro Verde. Esta intervenção iria permitir a instalação de uma delegação do Conservatório Regional do Baixo Alentejo. No âmbito destas obras, foi prevista a manutenção de vários elementos das antigas instalações fabris, como as máquinas, condutas e circuitos para o grão.
A Fábrica das Artes foi inaugurada em 1 de Outubro de 2012, no âmbito das comemorações do Dia Mundial da Música, tendo a cerimónia contado com a presença da Directora Regional de Educação, Dra. Maria Reina Martin, do director do Conservatório Regional do Baixo Alentejo, Prof. José Filipe Guerreiro, da representante da Direcção Regional de Cultura, Dra. Susana Correia, do Presidente da Câmara Municipal de Castro Verde, Francisco Duarte, e de outros autarcas da região. Francisco Duarte realçou a importância deste estabelecimento para a população do concelho, tendo afirmado que iria «contribuir para a qualidade e a continuidade da formação dos jovens enquanto profissionais e cidadãos». O novo edifício é destinado principalmente ao ensino da música, como delegação do Conservatório Regional do Baixo Alentejo. Após as obras, passou a dispor de cerca de 1700 m², divididos em quatro pisos, possuindo salas de exposição, uma sala para café-concerto, espaços para aulas com isolamento acústico, uma sala de dança, um auditório, uma biblioteca, e espaços de apoio. Na altura da sua inauguração, estava previsto o ensino das modalidades de dança, violino e percussão.